# Diego Campos
Diego de Jesús Campos Ballestero (ur. 1 października 1995 w San José) – kostarykański piłkarz występujący na pozycji skrzydłowego, reprezentant Kostaryki, od 2024 roku zawodnik Alajuelense.